# Mojorebo
Mojorebo is een bestuurslaag in het regentschap Grobogan van de provincie Midden-Java, Indonesië. Mojorebo telt 4794 inwoners (volkstelling 2010).